# NGC 508
NGC 508 es una galaxia elíptica de la constelación de Piscis. 
Fue descubierta el 12 de septiembre de 1784 por el astrónomo William Herschel.